# Patricio Matricardi
Patricio Martin Matricardi (Florencio Varela, 7 gennaio 1994) è un calciatore argentino, difensore del Botoșani.

## Caratteristiche tecniche
È un difensore centrale.

## Carriera
Cresciuto nelle giovanili dell'Argentinos Juniors, debutta in prima squadra il 22 marzo 2014 disputando da titolare il match pareggiato 0-0 contro il Newell's Old Boys.
Tra il 2018 ed il 2020 ha giocato 18 partite nella prima divisione greca con la maglia dell'Asteras Tripolīs.